# Nazionale femminile di rugby a 7 della Gran Bretagna
La nazionale di rugby a 7 femminile della Gran Bretagna è la selezione femminile che rappresenta la Gran Bretagna nel torneo di rugby a 7 ai Giochi olimpici estivi. 
Inghilterra, Galles e Scozia sono tradizionalmente rappresentate nel rugby ciascuna da una propria squadra. Per ovviare a questa differenza, Il Comitato Olimpico Internazionale e World Rugby, ovvero l'ente che governa il rugby a livello mondiale, hanno stabilito come criterio di qualificazione l'indicazione di una singola squadra da parte della British Olympic Association affinché riesca a conquistare uno dei posti messi a disposizione durante la fase di qualificazione per i Giochi olimpici. Dato che l'unica federazione britannica in grado di sostenere un programma completo di sviluppo del rugby a 7 è stata la Rugby Football Union, la scelta è quindi caduta sull'Inghilterra.
I giocatori eleggibili nella nazionale della Gran Bretagna possono provenire indifferentemente dall'Inghilterra, dal Galles e dalla Scozia. L'Irlanda del Nord, invece, in questo sport continua a formare un'unica rappresentativa assieme alla Repubblica d'Irlanda sotto l'egida dell'IRFU.
L'Inghilterra, piazzandosi al quarto posto nelle World Rugby Sevens Series femminili 2014-15, è riuscita a garantire l'accesso alla selezione britannica al primo torneo olimpico di rugby a 7 che è stato disputato durante i Giochi di Rio de Janeiro 2016. Le britanniche si sono piazzate al 4º posto, dopo essere state sconfitte nella finale per la medaglia di bronzo 33-10 dal Canada.

## Partecipazioni alle Olimpiadi
- 2016: 4º posto
- 2020: 4º posto